# Can Lluís (Montblanc)
Can Lluís és una obra de Montblanc (Conca de Barberà) inclosa a l'Inventari del Patrimoni Arquitectònic de Catalunya.

## Descripció
Edifici de tres plantes. Façana rematada per una cornisa finament resolta i obertures amb decoració de maó vist, tant en els arcs com en els baixants. El balcó, també de maó vist, és segurament posterior. L'edifici es bastí entre 1920-1930.